# Oxidace chromovými komplexy
Oxidace chromovými komplexy jsou organické reakce, které slouží k přeměně alkoholů na karbonylové nebo více oxidované sloučeniny působením oxidů a solí Cr6+.
K takovýmto organickým oxidacím se často používají Collinsovo činidlo, chlorchroman pyridinia (PCC) a dichroman pyridinia (PDC), jež jsou vhodnější než anorganické chromové sloučeniny, jako například Jonesovo činidlo.

## Pyridinové a pyridiniové komplexy
Chromové komplexy pyridinu a pyridinia mají tu výhodu, že jsou rozpustné v organických rozpouštědlech.
Do první skupiny patří činidla odvozená od komplexu CrO3(pyridin)2.
- Sarettovo činidlo: roztok CrO3(pyridinu)2 v pyridinu. Používá se k selektivním oxidacím primárních a sekundárních alkoholů na karbonylové sloučeniny.
- Collinsovo činidlo je také roztok CrO3(pyridinu)2, ale v dichlormethanu. Existuje Ratcliffova varianta Collinsova činidla, která se liší způsobem přípravy, kdy se přidává oxid chromový k roztoku pyridinu v dichlormethanu.[3]

Druhou skupinou jsou soli pyridinového kationtu (C5H5NH+). 
- dichroman pyridinia (PDC) – sůl dichromanového aniontu, [Cr2O7]2−.
- chlorchroman pyridinia (PCC), sůl pyridinia a [CrO3Cl]−.

Tyto soli jsou méně reaktivní, snadněji se s nimi nakládá a vykazují při oxidacích alkoholů vyšší selektivitu než Collinsovo činidlo. Stejně jako i chromové adukty dusíkatých heterocyklických sloučenin mohou provádět řadu oxidací organických sloučenin, jako jsou oxidační cyklizace vytvářející deriváty tetrahydrofuranu a Bablerovy oxidace, kdy se mění allylalkoholy na enony.

## Omezení
Oxidace chromovými komplexy mají dvě hlavní omezení; prvním je snížení výtěžnosti vedlejšími produkty. Některá činidla (hlavně PCC) reagují se skupinami citlivými na přítomnost kyselin a používají se tak převážně u oxidací jednodušších substrátů, často v přebytku. Vedlejší produkty lze odstraňovat pomocí adsorbentů, jako jsou křemelina nebo silikagel.
(1)

## Mechanismus a stereochemie
Meziprodukty těchto reakcí jsou estery kyseliny chromové; na karbonylové sloučeniny se rozpadají odštěpením alfa protonů, přičemž se objevují výrazné kinetické izotopové efekty.
(2)
Oxidačními anelacemi alkenolů za přítomnosti PCC vznikají šestičlenné cykly. Tyto procesy pravděpodobně probíhají s úvodními oxidacemi alkoholů, po kterých následuje atak alkenu na nově vytvořený karbonyl a zpětná oxidace na keton. Po přidání zásady může dojít k izomerizaci dvojné vazby, jak na obrázku níže ukazuje rovnice (3).
(3)
Důležitým dějem, řízeným chromovými komplexy aminů, je oxidační přeskupení terciárních allylalkoholů na enony. Tento proces je řízen kyselostí chromového činidla. Kyselá činidla, jako je PCC, mohou způsobit ionizaci a rekombinaci esteru (dráha A), zatímco zásaditá činidla (Collinsovo) spíše procházejí přímými allylovými přesuny prostřednictvím sigmatropních přesmyků (dráha B).
(4)
Oxidační cyklizace nenasycených alkoholů na cyklické ethery mohou proběhnout [3+2], [2+2], nebo epoxidačním mechanismem. Zkoumání vztahu mezi strukturou a reaktivitou naznačilo průběh reakce přes přímou epoxidaci chromátem. Následně se otevřením epoxidového kruhu a uvolněním chromu vytvoří konečné produkty.
(5)

## Rozsah
K zamezení odštěpení skupin citlivých na kyseliny lze použít pufry; ty také zpomalují oxidační cyklizace, což vede k oxidaci alkoholů přednostně oproti jiným oxidačním přeměnám. Citronellol, který se za přítomnosti PCC cyklizuje na pugelloly, při použití pufrů není cyklizován.
(6)
Oxidační cyklizace lze použít k tvorbě substituovaných tetrahydrofuranů. Cyklizacemi dienolů vznikají dvojice tetrahydrofuranových kruhů v syn-uspořádání.
(7)
Enony je možné připravit oxidacemi terciárních allylalkoholů pomocí řady různých chrom-aminových činidel; tento postup se nazývá Bablerova oxidace. Reakce je řízena tvorbou více substituované dvojné vazby. (E)-enony se vytváří ve větším množství než (Z)-izomery, příčinou je geometrická izomerizace řízená chromem.
(8)
Vhodně substituované nenasycené alkoholy lze oxidačně cyklizovat na tetrahydrofurany, z nichž je možné další oxidací vytvořit tetrahydropyranylkarbonylové sloučeniny.
(9)
Mimo výše uvedená omezení bývají chromové sloučeniny často neúčinné u oxidací substrátů obsahujících heteroatomy (obzvláště dusík). Koordinace heteroatomů na chrom (a s tím spojená odvázání aminových skupin navázaných původně na kov) vedou k deaktivacím až rozkladům oxidantů.

## Srovnání s jinými metodami
Substráty obsahující heteroatomové skupiny, které se mohou vázat na chrom, se častěji než chromovými komplexy aminů oxidují metodami založenými na dimethylsulfoxidu, Swernovou nebo Moffattovou oxidací. Dessův–Martinův perjodinan (DMP) se vyznačuje snadným provedením reakcí, nedochází u něj k tvorbě kovových vedlejších produktů, a je selektivní při oxidacích složitých pozdních meziproduktů chemických syntéz.
K oxidacím allylalkoholů na enony je možné použít jak DMP, tak i oxid manganičitý (MnO2) bez toho, aby docházelo k allylovým přesunům. Tam, kde jsou tyto přesuny žádoucí, se ovšem používají téměř výhradně chromová oxidační činidla.
Katalytickými postupy využívajícími levná a čistá koncová oxidační činidla ve spojení s katalytickými chromových činidel vznikají jen malá množství vedlejších produktů. Vedlejší reakce se ale mohou objevit při použití stechiometrických množství koncových oxidačních činidel.